# Hermann Waldow
Hermann August Waldow (* 6. März 1800 in Stolp, Hinterpommern; † 24. September 1885 in Dresden) war ein deutscher Pharmazeut, Naturwissenschaftler und Dichter.
Waldow wurde als Sohn eines Apothekers geboren. Er besuchte die Lateinschule von Stolp bis 1821. Einer seiner Mitschüler war Ewald Rudolf Stier, mit dem er sich anfreundete. Beide verband ihr gemeinsames Interesse an der Dichtkunst und am Theaterspiel. Bis 1824 studierte Waldow Medizin und Naturwissenschaften in Berlin. Er  bereiste u. a. die Schweiz und Oberitalien. Nach seiner Rückkehr im Jahr 1826 nach Stolp führte er die väterliche Apotheke, die er 1844 verkaufte. Seit 1847 lebte er in Dresden. Er verfasste Erzählungen und zahlreiche Gedichte. Er war Herausgeber der in Wien erschienenen Zeitschrift Siona - Taschenbuch religiöser Dichtungen.

## Werke (Auswahl)
- Gedichte, Köslin 1829.
- Oskar und Julie - oder die Geschwister, Erzählung, Köslin 1831, Rezension.
- Gedichte, Zweite Sammlung, Köslin 1832
- Gedichte, Siona - Taschenbuch religiöser Dichtungen, Jahrgang 1837, Rezension.
- Das Paradies am Ohio, Erzählung.
- Die Brandstiftung, in: Siona - Taschenbuch religiöser Dichtungen, Jahrgang 1839, Rezension (rechte Spalte).
- Bilder aus Karlsbad, Stolp 1846.
- Gedichte, Siona - Taschenbuch religiöser Dichtungen, 7. Band, Wien 1850, S. 157-191.
- Die Pilgerfahrt, Gedicht, Dresden 1852.
- Herbstblüten, Gedichte, Dresden 1852, 3. Auflage.
- Festtag des Lebens, Dresden 1856, 4 Hefte.
- Schwanenlieder, Leipzig 1864.